# Noordlaarderbos
Het Noordlaarderbos is een bos en natuurgebied in de Nederlandse provincie Groningen. Het is sinds de jaren 1930 voor een groot deel eigendom van de Vereniging Natuurmonumenten. Met een oppervlakte van 120 hectare behoort het tot de grootste bossen van de provincie. Alleen in het Lauwersmeergebied liggen nog grotere bosgebieden; het Ballastplaatbos (186 hectare) en het Marnebos (130 hectare). Het bos vormt onderdeel van het Nationaal Landschap Drentsche Aa, het Nationaal Natuur Netwerk (ecologische hoofdstructuur) en Geopark de Hondsrug.
Het bos is met name in de weekenden populair bij recreanten om te wandelen. Natuurmonumenten heeft meerdere wandelroutes uitgezet door het bos. De belangrijkste toegang tot het bos bevindt zich aan de Pollseweg, waar ook parkeergelegenheid is.

## Algemeen

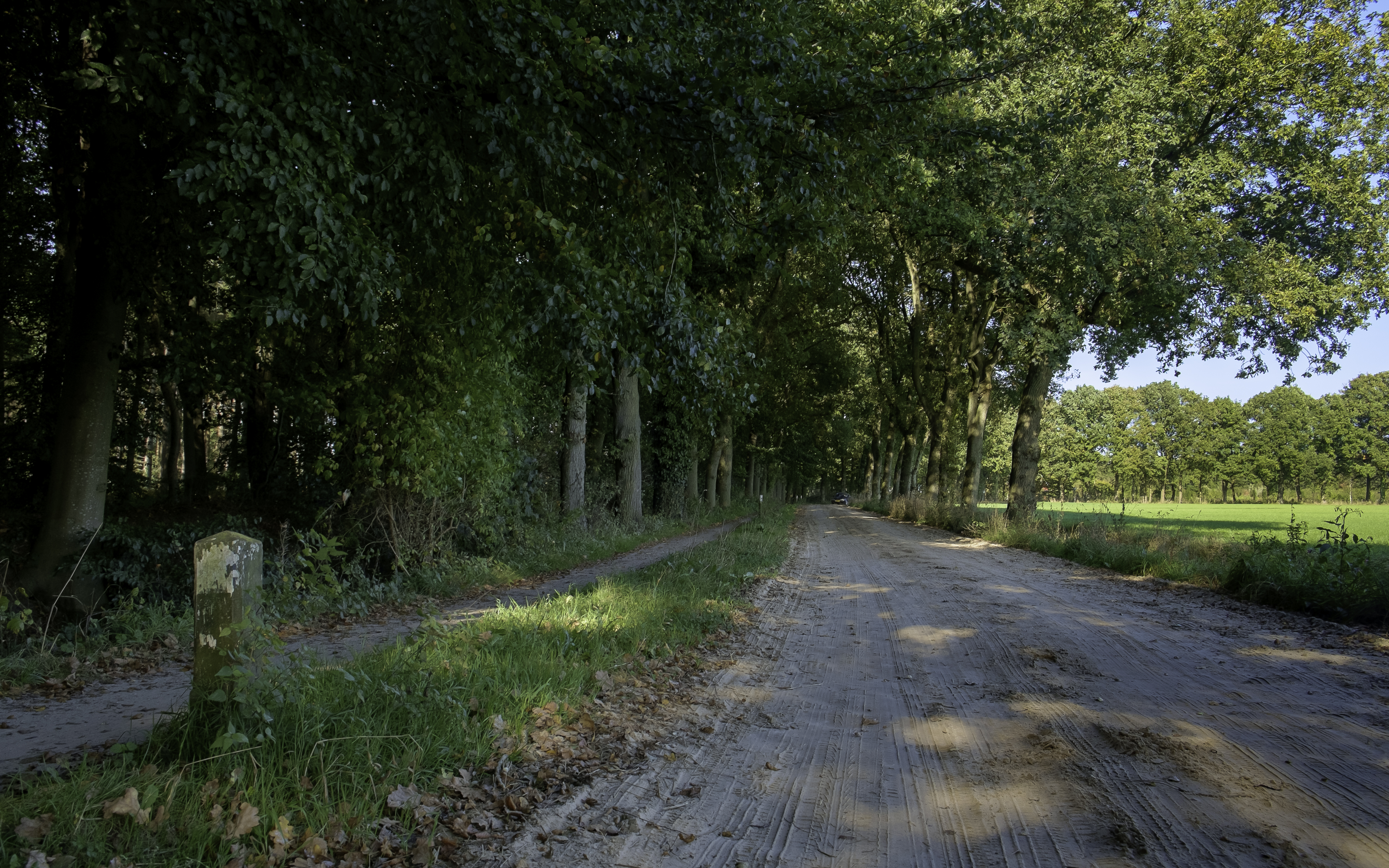
Duinweg langs het Noordlaarderbos

Het bos heeft een oppervlakte van ongeveer 120 hectare, waarvan ongeveer 113 hectare in handen is van Natuurmonumenten. Het ligt op een hoogte tussen 2 meter en 9 meter NAP, met verschillende heuvels en dalen. Het hoogste punt ligt in het zuiden van het bos: een zandduin achter de jachthut aan de provinciegrens.
Rondom het bos liggen met eiken of boomwallen omzoomde zandpaden, zoals de Duinweg en de Beslotenveenseweg. Het bos zelf wordt doorsneden door drie hoofdlanen: De Pollse weg in het noorden, de Keizerslaan in het midden (tegenover natuurvriendenhuis De Hondsrug) en de Van Swinderenlaan (ruiterpad, tegenover Duinweg 14, vroeger Middenlaan geheten) in het zuiden. Verder wordt het bos doorsneden door een groot aantal bos- en zandpaden. De kaarsrechte (Kerk)Duinweg aan oostzijde van het bos dateert van rond 1872 toen deze van haar kromme bochten werd ontdaan.
In het zuidwestelijk deel van het bos ligt een vijver die ooit door studenten en de familie van Swinderen werd uitgegraven in de vorm van een schip om eens te ervaren hoe het is om graafwerk te verrichten met de schop. Natuurmonumenten heeft de vijver later vergraven in de vorm van een fles.
Natuurmonumenten bezit ten zuiden van het bos nog een drietal gebieden: Het Landje van Malle Marie (ongeveer 21 hectare bloemrijk grasland), een oude schietbaan en het heidegebied Vijftig Bunder ten zuiden daarvan. De totale grootte bedraagt 186 hectare. De zuidgrens van het Noordlaarderbos vormt de provinciegrens tussen Groningen en Drenthe. Het Land van Malle Marie en de vroegere schietbaan zijn natuurontwikkelingsgebieden. Op de delen die vroeger grasland waren, ontwikkelt zich een begroeiing met graslandplanten als margriet, biggenkruid, reigersbek en duizendblad. Op de delen die akker waren, komt vooral een begroeiing met pitrus en distels voor. De grond is hier nog erg voedselrijk. Na de herinrichting zal er een droge heide kunnen ontstaan, afgewisseld door wat grasachtige stukken en lage natte plekken.
Ten westen van het bos liggen de Westerlanden (onderdeel van het dal van de Drentsche Aa), ten oosten de Noordlaarder es en ten noorden het dal van de Besloten Venen (waarschijnlijk een vroegere verbinding tussen Drentsche Aa en Hunze). Delen van de Besloten Venen vormen onderdeel van het particuliere landgoed Blanckenborch. 
Bij het bos behoren een tweetal gebouwen: De voormalige boswachterswoning uit 1936 met tuinhuis (voormalige jachthut) aan de Duinweg 6 in Midlaren en een voormalige ontginningsboerderij met stookhut, wagenberging en stal uit het einde van de 19e eeuw aan de Pollseweg 1 (gemeentelijk monument).

## Flora

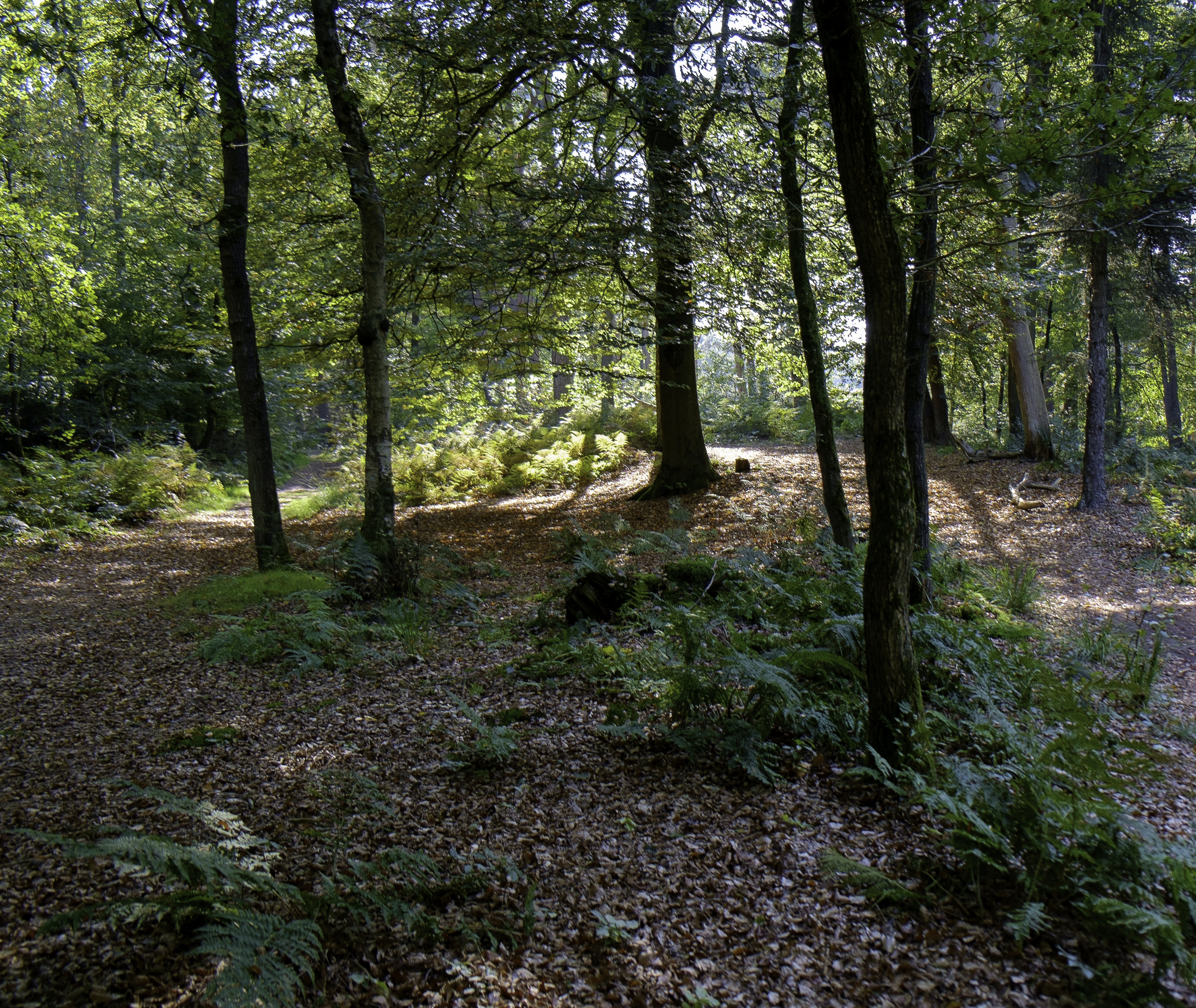
Beukenbos met een onderbegroeiing van varens in het noordelijk deel van het bos

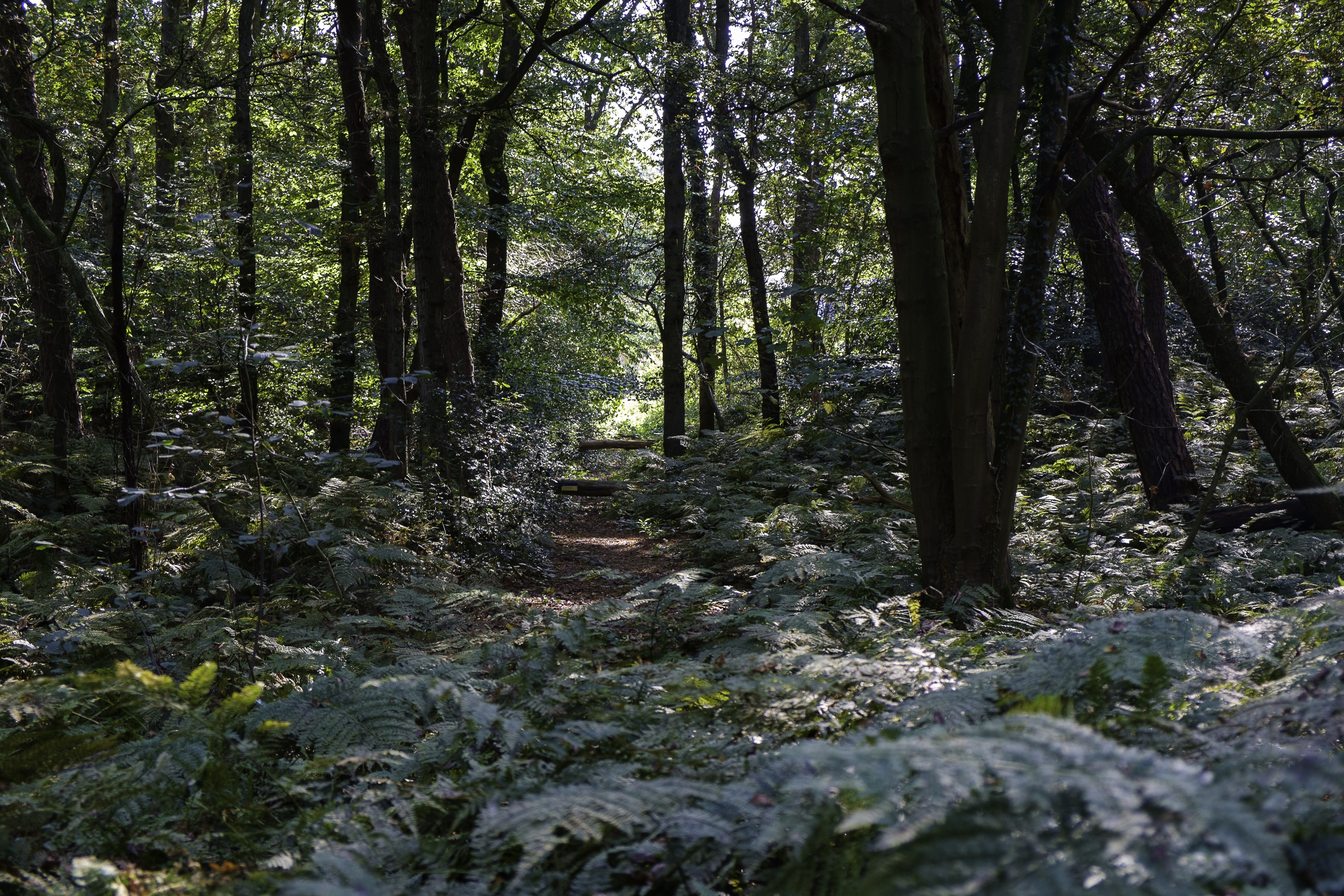
Varens in het Noordlaarderbos

Het bos ontstond in de 19e eeuw als productiebos en heeft deze functie tot eind jaren 1970 behouden. Sinds de jaren 1980 wordt het bos echter omgevormd tot een gemengd bos (zie ook Natuurontwikkelingsvisie). In het bos werden vooral uit uitheemse douglassparren, hemlocksparren, grove dennen, Japanse lariksen, zilverdennen en zomereiken aangeplant. Voormalig boswachter Leen(dert) Brunsting (die ook het aanzien van De Braak sterk veranderde) heeft in dit bos veel geëxperimenteerd met diverse boomsoorten. Hij plantte niet alleen uitheemse sparren en eiken, maar ook beuk, esdoorn, haagbeuk, hazelaar, lijsterbes en vuilboom. Hierdoor is het een gevarieerd bos geworden. Onder de bomen kwamen spontaan nieuwe eiken en berken op, die in een deel van het bos nu domineren als berken-eikenbos. In 1991-1992 en 2006-2007 zijn veel uitheemse dennen gekapt. Enkele kleine delen van het bos bestaan nu nog uit naaldbos; een monocultuur van een enkele uitheemse naaldboomsoort. Daarnaast zijn er delen van het bos waar deze soorten gemengd zijn met andere dennen en loofboomsoorten. Beuken domineren in een klein stuk in het noordoosten van het bos.
In het bos liggen een tweetal permanente open plekken: Een schraal graslandje genaamd 'Hertenkamp' (voormalige wildakker) en een heideveldje bij het 'Heilig Bergje'. Daarnaast worden in het bos middels groepenkap stukken tijdelijk opengehouden om inheemse boomsoorten door verbossing een kans te geven en zo de biodiversiteit te vergroten. Op deze plekken worden op beperkte schaal ook inheemse loofboomsoorten als haagbeuk, hazelaar, linde en wintereik aangeplant om de natuur een handje te helpen. Natuurmonumenten wil afhankelijk van de snelheid waarmee zich weer bos ontwikkelt op de open plekken elke 8 à 10 jaar een soortgelijke ingreep doen in het bos zodat er altijd ongeveer 5 hectare tijdelijke open plekken zijn. In de jaren 1990 en 2000 zijn stukken bos gedund, maar dit leverde geen extra biodiversiteit op, waarop Natuurmonumenten besloot om hiermee te stoppen. Invasieve soorten als Amerikaanse vogelkers en reuzenbalsemien (aan de bosranden) worden door Natuurmonumenten bestreden.
Vaste planten en heesters in het bos zijn onder andere bochtige smele, bosanemoon, bosbes, bosviooltje, braam, rankende helmbloem en zevenster.
In het bos groeien een groot aantal mossoorten. Hieronder bevinden zich ook borale soorten als appelmos en klein schoffelmos. Ook telt het bos ruim 200 soorten paddenstoelen en groeien er veel soorten varens.

## Fauna

### Vogels
In het bos broeden gemiddeld ruim 40 vogelsoorten. De meest voorkomende zijn de boomklever, boomkruiper, fitis, gekraagde roodstaart, goudhaan, grote bonte specht , houtduif, koolmees, merel, pimpelmees, roodborst, tjiftjaf, vink, winterkoning, zanglijster en de zwartkop. Bijzondere soorten zijn de houtsnip, groene specht, grauwe vliegenvanger, koekoek, matkop, nachtegaal, wespendief, wielewaal en de zwarte specht. Soorten die broeden in het naaldbos zijn de goudhaan, kruisbek, kuifmees en de zwarte mees. Het aantal zwarte mezen lijkt te zijn teruggelopen door de kap van delen van het naaldbos in de afgelopen decennia, maar zeker is dit niet. Daarentegen neemt het aantal houtsnippen en boompiepers juist toe door het creëren van open plekken in het bos.
In het bos leven verder roofvogels als buizerd, wespendief, havik, sperwer. Er bevindt zich soms een roestplaats voor ransuilen en soms voor bosuilen.

### Zoogdieren
In het bos leven onder andere reeën, dassen en roofdieren als boommarter, bunzing, steenmarter, hermelijn, vos en wezel. Voor de reeën is het noordelijk deel van het bos aangewezen als rustgebied.

## Geschiedenis

### Archeologie en aardkundige waarden
Het Noordlaarderbos ligt op de Hondsrug, een megaflute die ontstond tijdens het Saalien, de voorlaatste ijstijd, toen ook de Hunze en de Drentsche Aa ontstonden.
In het Weichselien (laatste ijstijd) werd de Hondsrug met dekzand bedekt. Ten oosten van het huidige bos ligt nog een zandverstuiving (de Kerkduinen) die hieraan herinnert. Ten zuiden hiervan ligt een pingoruïne met bijbehorende ringwal. Ook in het bos zijn op hoogtekaarten enkele ronde structuren zichtbaar. Dit zijn waarschijnlijk ooit met veen gevulde laagten, die door de wind zijn uitgestoven. Een andere belangrijke ontwikkeling in deze tijd was waarschijnlijk het verleggen van de Drentsche Aa naar het westen, waardoor deze niet langer aansloot op de Hunze. De Besloten Venen ten noorden van het bos wordt gezien als een restant van de oude stroomgeul, die zich vervolgens opvulde met veen. Aan zuidzijde van het huidige bos ligt een kleine voormalige smeltwatergeul die eveneens uit deze tijd stamt.
In de Vijftig Bunder ten zuiden van het bos liggen een viertal grafheuvels die dateren van ongeveer 500 v. Chr. Ook liggen er een aantal raatakkers (omwalde akkertjes). In de loop der tijd verloren deze heuvels hun oorspronkelijke vorm als gevolg van gravende activiteiten van mens en dier. Begin 21e eeuw zijn ze hersteld.
Mogelijk al tegen het eind van de steentijd zou er een zandweg door het gebied gelegen kunnen hebben. In de middeleeuwen werd het gebruik van deze route intensiever: het was niet de hoofdroute van Coevorden naar Groningen, maar er liepen wel secundaire routes door het gebied. Tijdens natte perioden werd de bestaande veldweg vaak onbegaanbaar en maakte men een nieuwe sporen parallel aan de oude. In de loop der tijd ontstond zo een breed uitwaaierend complex van karresporen. In droge tijden verwaaide het zand van de weg, waardoor stuifduinen ontstonden die tegenwoordig in belangrijke mate de ondergrond van het bos vormen. Uit het onderzoek uit de jaren 2010 bleek dat er vermoedelijk twee routes door het bos hebben gelopen: Een liep vanaf de Beslotenveenseweg en de Duinweg het bos in via het Heilig Bergje en een liep vanaf de Kampsteeg via de Kerkduinen door het zuidwestelijke deel van het bos. Beiden werden vervolgd naar het zuiden via de 50 Bunder. De karresporen hebben een breedte van ongever 1,2 meter en houden mogelijk verband met wetgeving uit 1692 die het 'Hollandse Spoor' met een spoorbreedte van 1,28 meter verplicht stelde op herenwegen, maar in Drenthe de vrijheid liet om op nevensporen karren te gebruiken die hieraan niet voldeden.

### Galgenbergje of Heilig Bergje

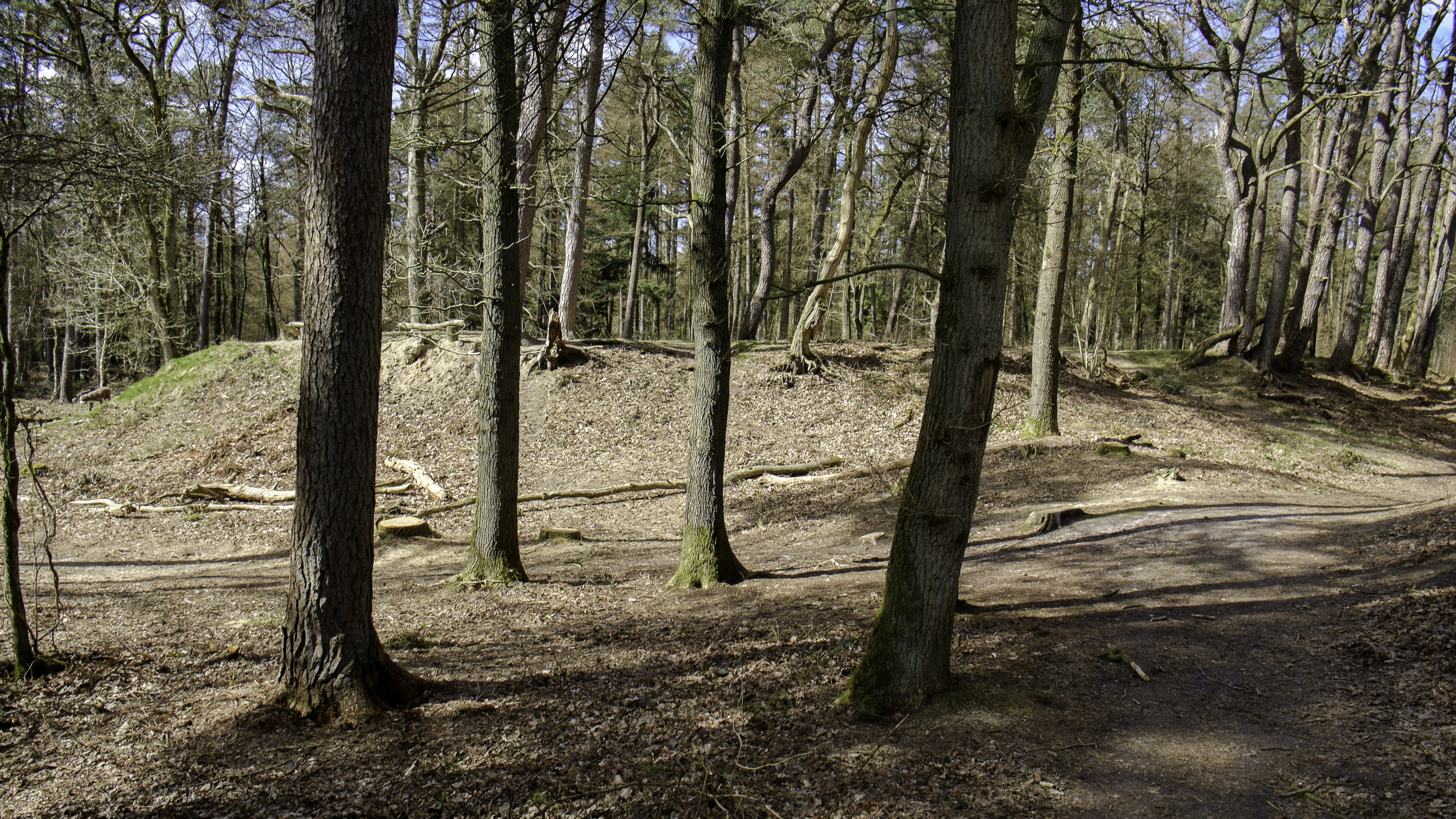
Zijaanzicht van het Heilig Bergje

Langs deze vroegere route ligt midden in het tegenwoordige bos een langgerekte heuvel die ongeveer 3 meter boven het omringende gebied uitsteekt. Deze zandheuvel van 7,6 m +NAP en 10 bij 7 meter breed loopt aan noordzijde uit in een steil aflopend plateau. Het betreft waarschijnlijk een stuifduin die is ontstaan bij een zandverstuiving en vervolgens door mensenhanden is omgevormd tot een plateau. Er doen twee verhalen de ronde over de heuvel: Er zouden terechtstellingen plaatsgevonden hebben, waaraan de naam Galgenbergje ontleend is, maar ook zouden er preken gehouden zijn, waardoor hetzelfde bergje ook bekendstaat als Heilig Bergje. Het eerste verhaal wordt tegenwoordig in elk geval als niet erg aannemelijk gezien. Er is ook wel verondersteld dat deze heuvel rond 1400 de plek was "waar men het vredeskruis placht te zetten"; ofwel de plek in de 'vrije mark' (het niemandsland tussen Noordlaren en Midlaren) waar de zuidgrens van het Gorecht zich bevond: Tot deze plek strekte zich de rechtspraak van het Gericht van Selwerd uit, die destijds door de bisschop van Utrecht aan de stad Groningen verpacht was.
Mogelijk werd de heuvel opgehoogd en verfraaid tot uitzichtpunt door Rudolf de Sitter, die tussen de markescheiding in 1848 en 1852 veel percelen in het midden van het huidige bos verwierf. De heuvel is begroeid met een rij dennen, die mogelijk in opdracht van hem zijn geplant, maar ook mogelijk in de jaren 1890 door de Geertsema's kunnen zijn geplant. In 2001 werd de heuvel aangewezen als het eerste gemeentelijk archeologisch monument van Groningen.

### Late middeleeuwen
In de 16e en 17e eeuw werden de groenlanden van de Westerlanden ten westen van het latere Noordlaarderbos verdeeld onder de boeren. De kaarsrechte Westertseweg, die de westgrens van het bos markeert, dateert uit deze tijd. Langs de Westertseweg lag vroeger een wal die diende om overstromingen van de Drentsche Aa te keren. Tegenwoordig is deze wal grotendeels verdwenen.
Op de plek van het bos lag tot in de 19e eeuw een heideveld met de naam 'het Groote Veld'. In die tijd namen de zandverstuivingen in aantal toe als gevolg van intensiever gebruik van de wegroute en ontginningen in het heideveld. De heidevelden waren eerder van belang geweest voor de mest, maar door de opkomst van kunstmest verdween deze functie. Reeds in 1828 schreef de schoolmeester van Noordlaren: "Voor een gedeelte zou men dit heiveld spoedig in eenen vruchtbaren grond veranderen kunnen en een ander gedeelte is misschien voor den groei van hout (dennehout onder anderen) niet ongeschikt."

### Bosaanplant
In 1848 werd de marke van Noordlaren gescheiden en kwamen verschillende delen van het grondgebied in handen van individuele boeren. Waarschijnlijk werden toen de nog altijd bestaande wallen en houtwallen aangelegd ter afbakening van de eigendomsgrenzen, maar ook om schapen te weren uit de percelen. In de jaren 1850 en 1860 werden namelijk de eerste stukken bos aangeplant door de vroegere markegenoten van Noordlaren, maar waarschijnlijk was dit op kleine schaal. De 'ritsen', kleine greppels die dwars door het gebied lopen op een lengte van ongeveer 8 meter van elkaar, zijn mogelijk aangelegd als bezandingsgreppels bij de bosaanplant: In die tijd werd bij de aanplant van grove dennen vaak ook dennenzaad uitgestrooid om meer bomen te krijgen. Met zand uit de bezandingsgreppels werd dit dennenzaad dan bedekt om het tegen vraat te beschermen.
In de jaren 1880 en 1890 ging het slecht met de landbouw en verkochten de meeste grondeigenaren deze slecht renderende gronden. Deze heidegronden en de jonge bosaanplant werden aangekocht door jonkheer Oncko Quirijn Jacob Johan van Swinderen, Willem Jan Quintus en Carel Coenraad Geertsema om er (nog meer) bos aan te planten. Zij lieten er als investering vanaf 1880 een aantal productiebossen aanplanten met de bedoeling het hout te gebruiken voor de  leerlooierijen en de mijnbouw. De stukken bos stonden naar de eigenaren bekend als Van Swinderen's bos, Quintusbos en Geertsema's bos. Begin 20e eeuw had de bosaanplant de drie heren echter nog niets opgeleverd. Toch vervolgden de heren de aanplant. De grootste aanplant vond plaats rond 1910 en hing waarschijnlijk samen met de grote vraag naar mijnhout in die tijd. De aanplant bestond vooral uit grove dennen, sparren, lariksen en in mindere mate ook uit eiken. De laatste aanplant vond plaats in 1919, nadat hiertoe een woning was afgebroken. Het bos werd ook gebruikt als wildreservaat door de toenmalige eigenaren en voor buitenstaanders was het dan ook verboden gebied. Het Bos stond in die tijd in de volksmond zelfs bekend als het 'Verboden Bos'. In de jaren 1930 werd de bewaking minder streng: In het noordelijke deel van het bos werden zelfs padvinders toegelaten.

### Schietbaan en kogelvanger

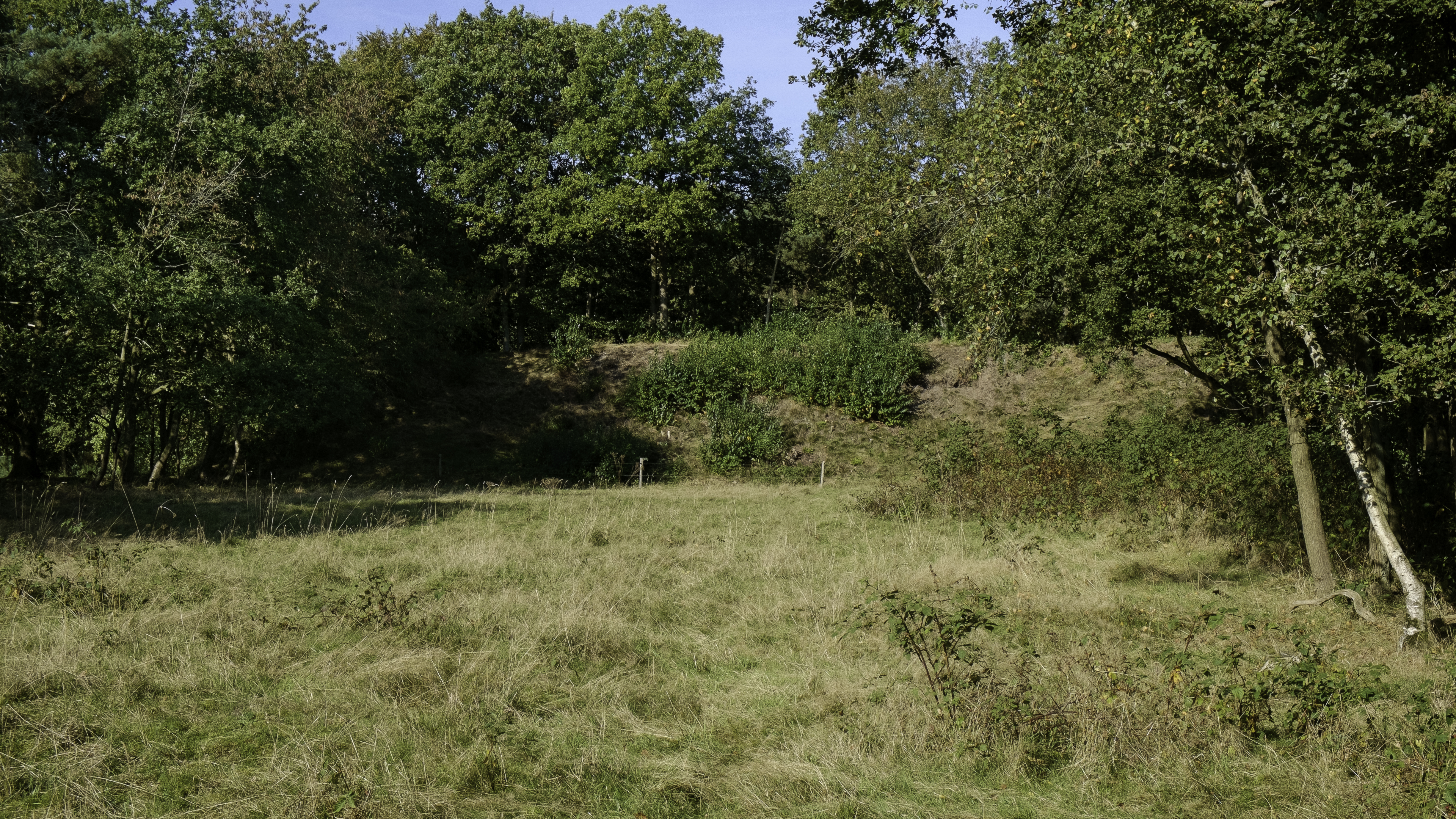
Kogelvanger met begroeiing van Amerikaanse vogelkers

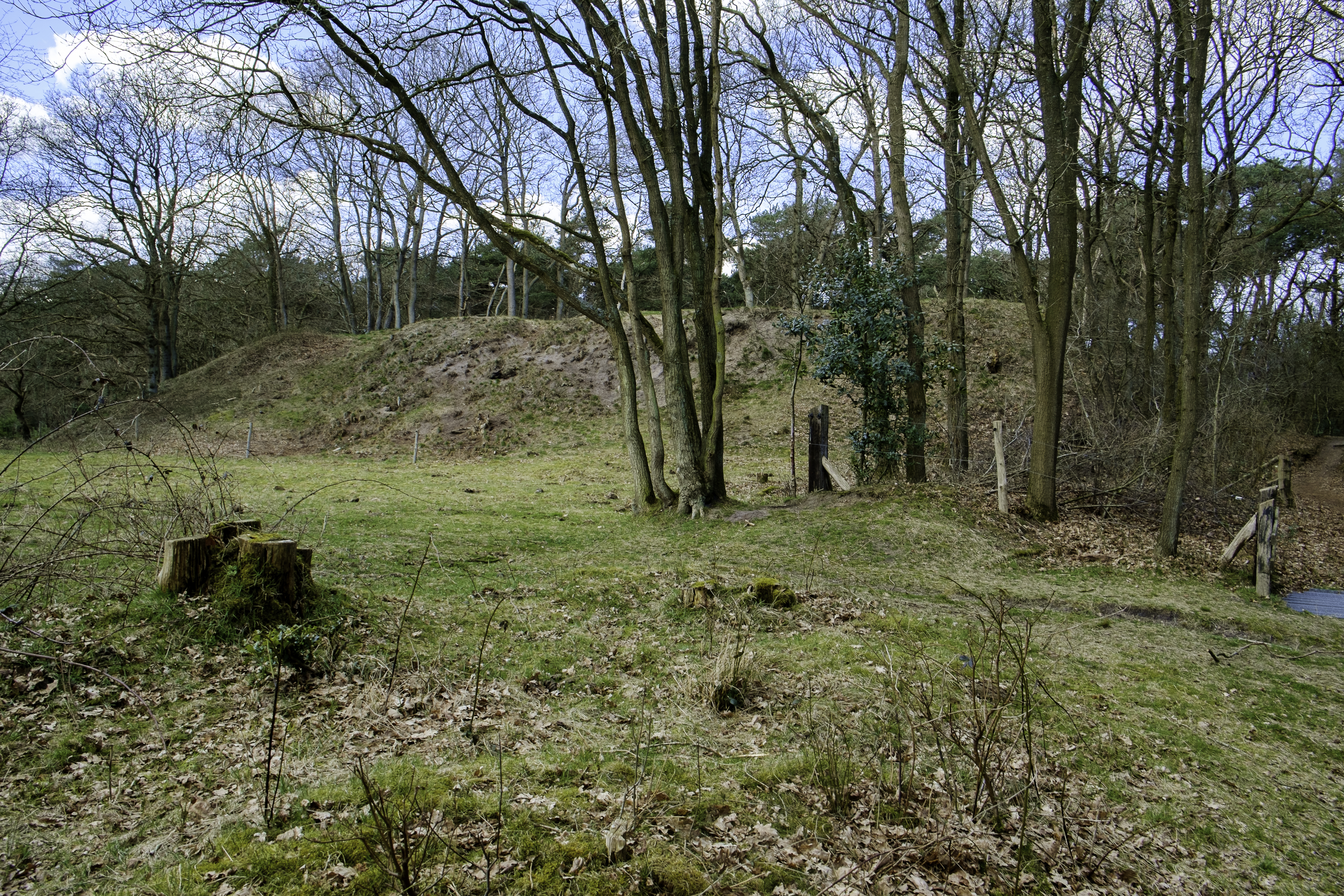
Dezelfde kogelvanger een half jaar later: De Amerikaanse vogelkers is weggehaald.

Met de aanleg van het bos werd ten zuiden ervan ook een schietbaan met een vijf meter hoge kogelvanger aangelegd voor het oefenen met geweren en mitrailleurs door defensie. Deze schietbaan was reeds in 1888 in gebruik. Vanaf 1938 werd deze gebruikt door soldaten uit de Adolf van Nassaukazerne van Zuidlaren. Na de Tweede Wereldoorlog kreeg de schietbaan steeds meer kritiek. Zo klaagden boeren in 1947 over rondvliegende kogels bij schietoefeningen en in 1951 werd gesproken over de aanleg van nieuwe schietbanen bij Schipborg omdat die bij Midlaren niet meer aan de eisen voldeed. De kogelvanger werd tot 1972 gebruikt. In 1974 werd de schietbaan buiten gebruik gesteld en in 1975 werd deze overgedragen aan Natuurmonumenten.

### Aankoop door Natuurmonumenten
In 1932 werd door Wibbina Maria Lohman-Geertsema (de dochter van Carel Coenraad Geertsema) het noordelijke deel van het Noordlaarderbos (ongeveer 54 hectare) aan Natuurmonumenten geschonken om het als natuurgebied te bewaren voor het nageslacht. Daarbij kwam echter wel dat het bos waarschijnlijk nog steeds niet rendabel was. Nadat Natuurmonumenten in 1934 de aankoop van De Poll had laten schieten, werd in 1935 het zuidelijke deel van het bos door jonkheer en burgemeester van Loosdrecht Quirijn Johan van Swinderen (kleinzoon van Oncko Quirijn Jacob Johan van Swinderen) verkocht aan Natuurmonumenten. Natuurmonumenten bedacht in die tijd ook de naam Noordlaarderbos. In 1936 werd de bijbehorende boswachterswoning met de bijbehorende landerijen eveneens aangekocht door Natuurmonumenten. In 1948 werd nog 4 hectare door Natuurmonumenten aangekocht 'ter uitbreiding en afronding van het Noordlaarderbos', gevolgd door de aankoop van nog een strook bos van de familie Hoenderken uit Noordlaren in 1952. In 1965 werd over de grens de Vijftig Bunder aangekocht en in 1975 het schietterrein van het Ministerie van Oorlog. In de jaren 1990 werd ten slotte het Tussengebied ('Land van Malle Marie') aangekocht.

### Productiebos met wandelmogelijkheden
Natuurmonumenten gebruikte het bos in eerste instantie als productiebos. De bewoner van een huis aan de Pollseweg (familie Nijland) werd aangesteld als opzichter over het onderhoud van het bos (zoals dunnen voor de verkoop) en om de jacht op wilde dieren te begeleiden. Het Boswachtershuis werd door Natuurmonumenten gebruikt als dienstwoning. De aansturing vond plaats vanuit het kantoor in Paterswolde. In 1933 en 1934 kreeg Natuurmonumenten het aan de stok met jonge padvinders van de Vereeniging De Havik, die van de Geertsema's gratis in het bos mochten kamperen zolang zij leefden. Zij hielden zich echter -ondanks herhaalde waarschuwingen van Natuurmonumenten- niet aan de regels. Ze vernielden afzettingen en kerfden in bomen, maakten vuren op plekken waar dat niet was toegestaan en vielen wandelaars lastig. Natuurmonumenten wist echter in 1934 te achterhalen bij de gemeente Haren dat kamperen er niet toegestaan was, waarop ze voortaan niet meer kamperen mochten in het bos. In hetzelfde jaar werd het Natuurvriendenhuis De Hondsrug geopend naast het bos.
Natuurmonumenten stelde het bos vanaf het begin ook open voor recreatie. Daartoe werd in 1935 een wandelroute uitgezet in het bos. Recreanten konden tegen een kleine vergoeding een toegangskaartje kopen bij het boerderijtje van de opzichter aan de Pollseweg (de 'hoofdingang)' of bij de dienstwoning aan zuidzijde van het bos. In de jaren 1950 werd het bos kosteloos opengesteld voor recreanten.

### Jachtrecht
Bij de verkoop van het bos behielden de Geertsema's en de Van Swinderens hun jachtrecht in het bos, die plaatsvond door middel van drijfjacht. Tijdens de oorlog was het recht vanaf 1943 tijdelijk in handen van de gevreesde Robert Lehnhoff. Plannen van het verzet om hem tijdens een jachtpartij te liquideren werden verhinderd door de opzichter van het bos, die vreesde voor represailles in de omgeving. In 1947 gaf de familie Geertsema het jachtrecht op, gevolgd door de familie Van Swinderen in 1959. In dit laatste jaar kreeg jager Christiaan Constant Hora Siccama van Natuurmonumenten het jachtrecht in het bos, mits er geen drijfjachten meer werden gehouden en alleen in overleg op reeën mocht jagen. Later verkreeg hij ook het jachtrecht voor een groot gebied eromheen. In 1965 liet hij een wildakker aanleggen in het bos en in 1967 realiseerde hij een jachthut achter de Boswachterswoning, op de hoogste duin van het bos (9 meter + NAP). In de jaren 1990 werd de jacht in het bos verboden, maar de boswachter behield wel het jachtrecht in de omliggende gebieden.

### Tweede Wereldoorlog
Tijdens de Tweede Wereldoorlog werd in 1944 gewerkt aan de aanleg van de Frieslandriegel; een verdedigingslinie die een mogelijke geallieerde aanval uit het westen moest weerstaan. De aanleg van de diverse tankgrachten, loopgraven en schuttersputjes stond onder leiding van Organisation Todt en werd onder dwang (maar wel tegen betaling) uitgevoerd door mensen uit de omgeving. Daarnaast werkten er ook een groot aantal arbeiders uit andere delen van Groningen aan mee, zoals uit Noord- en Oost-Groningen. Onder andere uit Stedum, Oude en Nieuwe Pekela, Stadskanaal en Ter Apel werden er mensen tewerkgesteld die de linie met een schep moesten uitgraven. Twee tankgrachten werden aangelegd door het noordelijke deel van het Noordlaarderbos en direct ten noorden ervan. Ook door de Vijftig Bunder werd een tankgracht gegraven. De noordelijke twee tankgrachten waren met elkaar verbonden door een aantal loopgraven. De dwangarbeiders werden ingekwartierd bij mensen in de omgeving. De Duitse leiding vorderde vaak de woonkamers van aangrenzende panden om daar tijdelijk hun kantoor te houden wanneer er op die plek werd gewerkt. De Frieslandriegel werd nooit voltooid en ook nooit gebruikt. De linie werd na de oorlog al snel weer grotendeels dichtgegooid. In het bos zijn restanten nog terug te vinden in hoogteverschillen in de bodem, maar deze zijn voor het oog niet als zodanig herkenbaar. In de Vijftig Bunder is het restant van een vroegere tankgracht nog goed zichtbaar langs de rand van de heide. Ook aan zuidwestzijde van het bos, tegen de Westertseweg aan, bevindt zich nog een restant van een tankgracht. Bij het graven van een vijver op het landgoed Blanckenborch (achter de Beslotenveenseweg 14) in 2012 werden restanten aangetroffen van een schuttersputje en een loopgraaf van ongeveer 1 meter breed en 80 centimeter diep.
Tijdens de oorlog werden in opdracht van de Duitsers veel bomen gekapt in het bos voor de mijnbouw of voor de eigen haard. Ook waren veel bomen clandestien gekapt door mensen uit de omgeving. Na de oorlog werd dit deel herbebost door Natuurmonumenten, die hiertoe van Rijkswege verplicht was. Hiervoor werden snelgroeiende soorten gebruikt zoals douglassparren en lariksen.

### Omvorming tot gemengd bos
In 1954 werd een stuk naaldbos aangeplant voor de productie van hout. De bekende houtvester Leendert Brunsting deed hier toen experimenten met verschillende soorten bosaanplant. Na de zware herfststorm van 1972 moest 18 hectare bos worden afgevoerd. Officieel moest deze weer herplant worden in het kader van de Boswet, maar er werd ontheffing verkregen voor 17 hectare en er werd dus slechts 1 hectare bos aangeplant langs de toenmalige Middenlaan (nu Van Swinderenlaan). Sinds de jaren 1980 richt Natuurmonumenten zich echter op omvormingsbeheer: het ontwikkelen van een meer gemengd bos om zo de biodiversiteit te vergroten. Hiervoor laat men onder andere de dode bomen liggen.
Om sneller een natuurlijk bos te verkrijgen zijn er in het verleden verschillende ingrepen uitgevoerd door Natuurmonumenten. In de winter van 1991-1992 werd 2 hectare van de in 1954 geplante uitheemse lariksen, fijnsparren en douglassparren gekapt middels groepenkap en werden bospercelen op verschillende plaatsen uitgedund om inheemse soorten als eik, beuk en berk weer ruimte te geven en zo ook meer diersoorten te trekken. Deze boomsoorten zijn hier ook geplant. De kap diende ook om de hydrologie van het gebied te verbeteren: Door het dichte naaldoppervlak bereikt veel regenwater het grondwater niet, maar verdampt. Door de kap kan meer regenwater het grondwater bereiken en daardoor de Drentsche Aa voeden. Da kap was met name bij omwonenden niet onomstreden en het daaropvolgende beheer, waarbij de natuur op haar beloop werd gelaten, leidde niet tot het gewenste resultaat. Nadat gebleken was dat sommige uitheemse naaldboomsoorten zich gingen verjongen en daarmee de inheemse soorten weer dreigden te verdringen, werd in 2006 weer een periode van actief beleid ingezet, waarbij in 2006 en 2007 op 8 plekken gekapt werd en 20 hectare werd gedund. Hierbij werd met name japanse lariks gekapt. Op deze wijze ontstond er meer licht en ruimte. Deze open plekken raakten spontaan weer begroeid met loofbomen en grove den. Op sommige daardoor ontstane open plekken werden wilde appel, wintereik, winterlinde en zoete kers aangeplant om meer variatie te verkrijgen in het loofbomenbestand. Hoewel niet alle sparren zouden verdwijnen, was het de bedoeling agressief uitzaaiende soorten als de douglas zo veel mogelijk uit dit bos te verwijderen. 
In 2009 besloten omwonenden uit onvrede dat ze te weinig bij de planvorming van het gebied werden betrokken om zelf een werkgroep op te richten en een eigen beleidsplan op te stellen. Directe aanleiding hiervoor was de voortschrijdende verdroging in het westelijke deel van het bos, waarvoor tot op heden nog geen oplossing is gevonden. Aanbevelingen van de werkgroep werden door Natuurmonumenten in 2014 overgenomen in een beleidsplan.
Tussen 2010 en 2014 werd er onderzoek gedaan in het bos naar archeologische sporen, hetgeen in 2016 resulteerde in een boek over het Noordlaarderbos en omgeving.